# Auzon
Auzon là một xã thuộc tỉnh Haute-Loire nam trung bộ nước Pháp. Xã Auzon nằm ở khu vực có độ cao từ 400-755 mét trên mực nước biển.